# Droga wojewódzka 889
Die Droga wojewódzka 889 (DW 889) ist eine 32 Kilometer lange Droga wojewódzka (Woiwodschaftsstraße) in der polnischen Woiwodschaft Karpatenvorland, die Sieniawa mit Szczawne verbindet. Die Strecke liegt im Powiat Krośnieński und im Powiat Sanocki.

## Streckenverlauf
Woiwodschaft Karpatenvorland, Powiat Krośnieński
-  Sieniawa (DK 28)

Woiwodschaft Karpatenvorland, Powiat Sanocki
- Odrzechowa
- Wola Sękowa
- Nadolany
- Nowotaniec
- Nagórzany
- Bukowsko
- Karlików
- Płonna
- Wysoczany
-  Szczawne (DW 892)